# Sistema d'imatges
El terme sistema d'imatges, introduït originalment per teòrics del cinema, fa referència a l'ús d'imatges i composicions recurrents en una pel·lícula per afegir significat a una narració cinematogràfica. Es basa en la comprensió d'una obra a través de l'anàlisi de les seves imatges, l'edició de patrons i la composició de plànols. És important no confondre el sistema d'imatges d'una pel·lícula amb la seva estratègia visual, ja que la segona explica l'ús de lents i il·luminació (entre altres) que ajudaran a l'espectador a entendre el seu sistema d'imatges, però que no ho constitueixen. Altres eines que fan possible el funcionament dels sistemes d'imatges són la direcció artística, edició, planificació de la composició de plànols, etc.
La majoria de pel·lícules posseeixen un sistema d'imatges funcional a causa de la naturalesa visual del cinema. Conseqüentment, pot ser que alguns espectadors s'adonin del sistema d'imatges usat en una obra cinematogràfica i que uns altres no. Els que s'hagin adonat tindran un major enteniment de la pel·lícula que els que es limitin a observar la seva narrativa principal.
Existeixen directors les pel·lícules dels quals posseeixen sistemes d'imatges molt evidents i difícils d'ignorar, carregant les seves imatges de simbolismes i iconicidades.

## Exemples de tècniques per a la creació de sistemes d'imatges
La repetició d'imatges i composicions és una potent eina per introduir imatgeria a una trama o mostrar l'evolució d'un personatge així com crear associacions entre personatges o llocs que no esten explícits en la història.
Una altra tècnica consisteix en la composició estratègica dels plànols. Per exemple, si observem que cada vegada que apareixen dos personatges en un mateix plànol la distància que existeix entre ells es redueix gradualment pot significar que la seva relació és cada vegada més profunda i estreta.